# Tears for Fears
Tears for Fears (укр. Сльози від страхів) — британський поп-рок гурт, який створили у 1981 році Роланд Орзабал та Курт Сміт. Після розпаду їхнього першого колективу Graduate, гурт грає в стилях синті-поп, нова хвиля та альтернативний рок. Спочатку дует зараховували до нової хвилі, проте вони досить швидко відійшли від цього стилю і досягли великого комерційного успіху як у Великій Британії, так і за її межами.
Дебютний альбом гурту «The Hurting» очолив альбомний чарт Великої Британії і швидко став платиновим. Другий альбом «Songs from Big Chair» повторив успіх попередника і очолив американський альбомний чарт Billboard 200. Після виходу третього успішного альбому «The Seeds of Love», гурт покинув Курт Сміт у 1991 році. Орзабал продовжив виступати та записуватись під назвою Tears for Fears і записав два альбоми — «Elemental» та «Raoul and the Kings of Spain».
Найбільш відомими хітами колективу залишаються пісні «Everybody Wants to Rule the World», «Head over Heels», «Mad World», «Pale Shelter», «Sowing the Seeds of Love», «Woman in Chains» і «Shout».
Назву дуету було взято з улюбленої обома виконавцями книги Артура Янова «Первісний крик» («Primal Scream») з психотерапії та психоаналізу. Янов розглядав сльози як заміну почуттю страху, що оволодіває людиною («Tears as a replacement for fears»).

## Історія гурту

### Graduate та перший музичний досвід
Орзабал і Сміт познайомилися ще в підлітковому віці, живучи в місті Бат (графство Сомерсет). Виступаючи сесійними музикантами для групи Neon, вони тут вперше познайомилися з Манні Еліасом — майбутнім барабанщиком Tears For Fears. Першим професійним дебютним проєктом Сміта та Орзабала став гурт Graduate, вплив на який мали The Jam та Елвіс Костелло. 1980 року Graduate випустили альбом «Acting My Age» (укр. Відповідно до віку), та сингл «Elvis Should Play Ska» (маючи на увазі Елвіса Костелло, а не Преслі). Дебютний альбом, хоч і не потрапив до альбомних чарту Великої Британії, показав хороші результати в Іспанії та Голландії.

### Вихід з Graduate та формування Tears For Fears
У 1981 році Орзабал і Сміт зацікавилися іншими сучасними на той час виконавцями, такими як Talking Heads, Пітер Габріель і Brian Eno, тоді вони відокремилися від «Graduate» і створили нову групу, назвавши її The History of Headaches (укр. Історія головних болів), і майже відразу ж перейменувались в Tears For Fears. Назва групи була натхненна первинною терапією, розробленою американським психологом Артуром Яновим, який отримав величезну публічність після того, як Джон Леннон став пацієнтом Янова у 1970 році. Багато пісень у перших двох альбомах були пов'язані з первинною терапією, зокрема пісня «Ideas as Opiates», яка була розділом книги Янова «Ув'язнені боллю». В інтерв'ю 2004 року для VH1 Великої Британії Орзабал і Сміт сказали, що коли вони нарешті зустрілися з Яновим у середині 1980-х років, вони розчарувалися, з'ясувавши для себе, що він став цілковитим, так би мовити, «Голлівудом», і хотів, щоб гурт написав для нього музичну композицію.
З самого початку вони вирішили, що тільки вони будуть складати ядро гурту, а для завершення картини будуть запрошувати різних музикантів. В цей час вони познайомилися з місцевим музикантом Ієном Стенлі, який запропонував їм вільно використовувати свою восьмидоріжкову студію. Стенлі почав працювати з дуетом, як клавішник. 1981 року Tears For Fears підписали контракт з студією звукозапису Phonogram Records. Перший сингл «Suffer the Children», продюсований Девідом Лордом та вийшов на цьому лейблі в листопаді 1981 року, після чого в березні 1982 року вийшло в світ перше видання «Pale Shelter», продюсований Майком Ховлетом — хоча, по великому рахунку, жоден з цих релізів не був успішним.

### The Hurtingта перші міжнародні успіхи (1982—1983)
Гурт досягнув свого першого вагомого успіху завдяки третьому синглу «Mad World», який утримував позицію № 3 у Великій Британії в листопаді 1982 року. Їх перший альбом «The Hurting» вийшов в березні 1983 року. Для роботи над цим альбомом клавішник і композитор Ян Стенлі та ударник Манн Еліас вважалися повноправними членами гурту, хоча лише Сміт та Орзабал, по великому рахунку, були публічними обличчями гурту.
Альбом, продюсований Крісом Х'юзом та Росом Куллом, демонстрував пісні на основі гри гітари та синтезатора з текстами, що відображали гірке дитинство Орзабала. The Hurting може розглядатися як єдиний справжній концептуальний альбом Tears for Fears, оскільки практично кожна пісня характеризувала емоційну тривогу автора та так звану «первинну терапію крику». А сам альбом мав величезний успіх протягом 65 тижнів у Великій Британії, де він досяг позиції № 1 і набув статус платинового. Він також знаходився в першій двадцятці в кількох інших країнах і призвів до визнання синглів «Mad World» (5 кращих хітів на Філіппінах та Південній Африці), «Change» (40 кращих хітів в Австралії, Канаді, Ірландії, Ізраїлі, Італії, Нідерландах, Філіппінах, Польщі та Південній Африці, а також став їх першим синглом, який потрапив до «Billboard Hot 100» США), оновленої версії «Pale Shelter» (10 найкращих хітів на Філіппінах) міжнародними хітами. Всі три ці сингли досягли топ 5 у Великій Британії.
Наприкінці 1983 року гурт випустив новий, трохи експериментальніший сингл «The Way You Are», призначенням якого був підігрів прихильників у перерві між випусками альбомів — тим більш, що саме в той час вони працювали над другим своїм альбомом, який згодом отримав назву «Songs from the big chair». Хоча сингл і потрапив у топ 30 Великої Британії, але так і не наблизився до успіху трьох попередніх хітів, навіть попри національний концертний тур групи в грудні того ж року. Цей сингл завдяки своїй експериментальності та запрограмованих ритмів, став дещо іншим та мав значний відхід від попереднього музичного стилю Tears for Fears. Згодом, в супроводі до їхнього альбому бісайдів 1996 року «Saturnine Martial & Lunatic» вони писали, що «це був саме той час, коли ми здійснили зміни у напрямку написання власної музики», хоча дещо експериментальний стиль створення синглів продовжував відображатись і в майбутніх бісайд-альбомах.

### Songs from the big chairта міжнародна популярність (1984—1986)
На початку 1984 року музиканти почали працювати з новим продюсером Джеремі Гріном над новим синглом «Mothers Talk». Однак, гурт був незадоволений результатами і тому знову повернувся до Кріса Х'юза, а сингл «Mothers Talk» переробили для випуску в серпні 1984 року. Пісня стала значним відхилом від попередніх робіт гурту та потрапила у топ 20 Великої Британії, але наступний сингл «Shout», який вийшов у Великій Британії в листопаді 1984 року, став початком міжнародної популярності групи.
Сингл «Shout» потрапив до топ-5 Великої Британії, відкривши шлях до їхнього другого альбому, «Songs from the big chair», який вийшов у лютому 1985 року та посів 2-ге місце у Британському альбомному чарті та залишався у верхніх позиціях протягом наступних 12 місяців. Нове звучання Tears for Fears допомагав просунути пісні з «великого крісла», ставши одним з найбільших продаваних альбомів того року в світі. Платівку було сертифіковано у трьох-платиновому форматі у Великій Британії та платиновому в США, де він залишався на першому місці протягом п'яти тижнів влітку 1985 року.
Назву альбому було натхнене книгою та телевізійними серіалом «Сібіл», хронікою жінки з розладами особистості, яка шукала притулку в «великому кріслі» свого психоаналітика. Озабал та Сміт стверджували, що вони вважають, що кожна з пісень альбому має характерну особистість, власний характер. Гурт також записав трек під назвою «The Big Chair», який вийшов як бісайд синглу «Shout», але ввійшов до альбому.
Успіх альбому прийшов у поєднанні з масивом хіт-синглів, яким він приніс: «Mothers Talk» (знову записаний для свого випуску в США в 1986 році), «Shout» (№ 4 у Великій Британії, № 1 в США, Австралії, Канаді, Німеччині, Нідерландах, Швейцарії і в цілому величезний хіт на інших територіях та один з найбільших хітів пісень 1980-х років), «Everybody Wants to Rule the World» (№ 2 у Великій Британії та Ірландії, № 1 у США та Канаді), «Head on Heels» (№ 12 у Великій Британії та № 3 у США, № 5 у Ірландії, та № 8 у Канаді) та «I Believe (A Soulful re-recording)» (№ 23 у Великій Британії та № 10 у Ірландії). У деяких країнах вийшли обмеженим тиражем десятидюймові версії синглів, а також різноманітні подвійні пакети та диски із зображеннями на додаток до звичайних семи та дванадцятидюймових форматів.
Після виходу альбому гурт вирушив у світове турне, яке тривало більшу частину року, граючи зокрема на фестивалі «Montreux Golden Rose» у травні 1985 року. У вересні 1985 року гурт виконав «Shout» на 1985 MTV Video Music Awards в Radio City Music Hall в Нью-Йорку. Також під час гастролей Орзабал і Сміт захопилися американською співачкою-піаністом Олетою Адамс, яка виступала в барі готелю Kansas City, і кого запросили до співпраці на наступному альбомі, який згодом отримав назву «The seeds of love». Наприкінці року гурт випустив відеозбірку — документальний фільм «Scenes from the big chair».
У лютому 1986 року, завершивши тривалий і виснажливий світовий тур на підтримку альбому, Tears for Fears здобули нагороду 1986 року в Лондоні за найкращий британський сингл «Everybody Wants To Rule The World». Гурт також був номінований як кращий британський гурт і кращий британський альбом, а Кріс Х'юз був номінований як кращий продюсер. Гурт виконав пісню на церемонії, яка стала останнім публічним виступом для барабанщика Менні Еліаса, який незабаром вийшов з гурту.
У тому ж році, Орзабал і Стенлі працювали разом в рамках стороннього проєкту під назвою Mancrab та випустили сингл «Fish for Life», який написали для саундтреку до фільму «Малюк-каратист 2». Трек написали і спродюсували самі музиканти, а вокал виконав американський співак-танцюриста Едді Томас, який був одним з танцюристів у відео для «Everybody Wants To Rule The World».

### Live Aid
13 липня 1985 року Tears for Fears мали виступити на стадіоні JFK у Філадельфії для благодійної акції Live Aid. Проте, вранці історичної події, було оголошено, що гурт (який був заявлений, але навіть не знав про це і не давав згоди на свій виступ в акції) вийшов з шоу. Його замінив блюз-рок-гурт George Thorogood and the Destroyers, який був досить популярний у Філадельфії. Офіційною причиною того, що гурт не зміг виступити, було те, що два їхні музиканти — гітарист Ендрю Сондерс та саксофоніст Уіл Грегорі, покинули гурт через закінчення контракту (вони були замінені Аланом Гріффітсом на гітарі і Джозефін Уеллс на саксофоні для решти основної частини світового турне 1985 року). Замість того щоб з'явитися, гурт пообіцяв пожертвувати доходи від своїх концертів у Токіо, Сіднеї, Лондоні та Нью-Йорку.

### The seeds of loveта зміна стилю (1987—1990)
У 1989 році гурт випустив свій третій студійний альбом — «The Seeds of Love» (на якому Ян Стенлі з'явився в останній раз у якості клавішника Tears for Fears), вартість виробництва якого коштувала більше мільйона фунтів стерлінгів. Альбом написали переважно Орзабал та клавішниця — Нікі Холланд, яка брала участь у світовому турі «Big Chair» у 1985 році. Міняючи протягом чисельної кількості місяців велику кількість студій та обладнання, гурт у кінцевому випадку вирішив узяти виробництво альбому цілком до своїх рук та запросити у якості інженера Дейва Баскомба, який допомагав колективу при записі попереднього альбому. Значну частину матеріалу записали під час джем-сесій, а пізніше відредагували. Тривалість виробництва вплинула на керівну компанію групи, яка фінансово перебільшила себе в інших справах бізнесу і сподівалася на більш ранню дату випуску для погашення своїх боргів.
Альбом зберігав епічний звук гурту, демонструючи дедалі більші впливи, починаючи від джазу та блюзу до Beatles, останній виявляється на синглі «Sowing the Seeds of Love» (№ 8 у Великій Британії та № 2 у США), який став першим записом, що коли-небудь грав на ірландській довгохвильовій радіостанції Atlantic. Другий сингл з альбому — «Woman in Chains» (40 кращих хітів у Великій Британії, Канаді, Франції, Ірландії, Італії, Нідерландах, Швеції та США), де Філ Коллінз грає на барабанах, а Олета Адамс розділила вокальну партію. Пізніше Орзабал допоміг Адамс почати успішну сольну кар'єру.
Альбом досяг міжнародного успіху, дебюувавши на 1-му місці у Великій Британії та посівши 8 сходинку у США та потрапивши у топ 10 у багатьох інших країнах, продовживши продавати мільйони копій на міжнародному рівні. Гурт вирушив у чергове світове турне «Seeds of Love», спонсоровану компанією Philips, щоб розпочати повернення боргу. Шоу групи в Санта-Барбарі, штат Каліфорнія, у травні 1990-го року, було записано на відео під назвою Going to California. Наступні сингли «Advice for the Young at Heart» та «Famous Last Words» мали скромний успіх.
У 1990 році компанією Virgin Books вийшов 64-сторінковий буклет Tears for Fears — The Seeds of Love, який містив інформацію про написання пісень та виробництво альбому від самих музикантів, а також описом кожної пісні та рідкісні рекламні фотографії того періоду.

### Перерва та сольні кар'єри (1991—1992)
Після випуску та промоушину «The Seeds of Love», Орзабал і Сміт в 1991 році припинили спільну діяльність. Причиною розколу став заплутаний та складний підхід до роботи Орзабала, а також прагнення Сміта сповільнити темп їхньої роботи (перед релізом «The Seeds of Love», Сміт розлучився).
Іншим чинником розпаду був менеджер групи Пол Кінг, який оголосив банкрутство в 1990 році і пізніше був засуджений за шахрайство. Дует підписав контракт з агентством King's Outlaw Management в 1982 році і залишався клієнтом протягом всього десятиліття (агентство також керувало фан-клубом групи, Tears For Fears World Service, між 1983 і 1986 роками). До кінця 1980-х років агентство зіткнулося з серйозними боргами, і після виявлення розбіжностей у фінансовому управлінні Кінга, Орзабал стає дедалі більше стурбований тим, що Сміт не бажає відмовлятися від Кінга, як менеджера. 1990 року, сума боргу склала майже 1 мільйон фунтів стерлінгів, коли Кінг оголосив банкрутство. 2004 року, після шахрайської діяльності з іншими компаніями, Кінга було притягнуто до кримінальної відповідальності за шахрайство і ув'язнення протягом трьох з половиною років, а також був позбавлений права бути директором компанії знову протягом десяти років.
Після виходу Сміта зі складу гурту, Орзабал зберіг назву гурту, випустивши у 1992 році сингл «Laid So Low (Tears Roll Down)». Сингл вийшов для промоушину збірки кращих найкращих хітів групи «Tears Roll Down (Greatest Hits 82–92)», куди потрапили сингли, які досягнули топ 20, або у Великій Британії, або за кордоном, крім збору коштів Sport Aid. Альбом посів 2 місце у Великій Британії, де був двічі сертифікований платиною, а також досяг топ 10 у Франції та Італії.
У той самий час, Сміт переїхав до Нью-Йорка і у 1993 році випустив свій перший сольний альбом «Soul on Board». Альбом був комерційним провалом, і сам Сміт неодноразово говорив про те, що він зневажав його, стверджуючи, що він тільки зробив це, щоб виконати свій контракт на запис. 1995 року він зустрівся з місцевим композитором і продюсером Чарльтоном Петтусом. Вони сформували самоорганізоване «органічне» партнерство, написавши прості пісні на основі мелодії і записавши їх вдома на старовинному аналоговому обладнанні. Результат вийшов в 1997 році під назвою «Mayfield» та невеликий концертний тур по США.

### Другий склад:Elemental та Raoul & Kings of Spain(1993—1996)
У 1993 році Orzabal (все ще під назвою Tears for Fears) випустив альбом «Elemental» разом з давнім співавтором Аланом Гріффітсом. Співпраця із Тімом Палмером дала народження міжнародному хіту «Break It Down Again» (топ-20 у Великій Британії, Канаді, Франції та Італії). На підтримку альбому провели успішне світове турне, включаючи коледж-тур по США, де «Break It Down Again» досягла № 25 у Billboard Hot 100.
Альбом «Elemental» потрапив до топ 10 у Великій Британії, Франції та Італії, а також у топ-30 в ряді інших країн. Попри те, що в США він був менш успішним, ніж два попередніх студійних альбоми (№ 45), він все ще заробив статус золотого з обсягом продажів більше півмільйона копій. Сингли «Cold», «Elemental» і «Goodnight Song» мали незначний успіх у деяких країнах. Текст до «Cold» містить посилання на колишнього менеджера гурту, Пол Кінга: «King got caught with his fingers in the till. Where's your calculator — did you leave it in your will?»
Орзабал продовживши працювати з Гріффітсом та Палмером та випустив ще один альбом під назвою Tears for Fears, «Raoul and the Kings of Spain» у 1995 році (ім'я Рауль було дане музикантові при народженні — також це ім'я його першого сина). Орзабал заявив, що це не концептуальний альбом, а те, що стосується сімейних відносин. При записі альбому також відбулося возз'єднання з Олетою Адамс, яка заспівала дуетом з Орзабалом на треку «Me and My Big Ideas».
Альбом не був комерційно успішним за стандартами Tears for Fears — хоча незначний успіх у чартах був завдяки релізу титульного треку (топ-40 у Великій Британії) і (меншою мірою) сингл «God's Mistake». Випуск альбому відклали майже на рік через перехід з лейблу Mercury на Epic (частина Sony Music) і ця плутанина (Mercury вже почала просування) не допомогла альбому. Попри те, що запис альбому змінили за запитом компанії, компанія Sony не продовжила контракт Tears for Fears після виходу альбому. Було проведено всесвітній тур на підтримку альбому, включаючи Латинську Америку. Цього разу, Орзабал відмовився від поїздки до рідної Британії — за винятком одного шоу в Лондоні.
У 1996 році на лейблі Mercury вийшла колекція бісайдів «Saturnine Martial & Lunatic», яка містила як бісайди, так деякі рідкісні композиції з успішного періоду 1982–93 років. Нотатки, написані Орзабалом та Крісом Х'юзом, давали шанувальникам уявлення про процес написання пісень, а також рідкісний проблиск самовираження гумору щодо треків, які вони хотіли б забути.

### Ремастеринг альбомів та інші проєкти
У 1999 році компанія Mercury Records перевидала перші три альбоми Tears for Fears, зокрема бісайди, ремікси та розширені версії пісень. Під керівництвом продюсера Кріса Х'юза, ремастери також містили нові нотатки для кожного альбому, що містять деталі та нові уявлення про музику.
Завдяки злиттям і придбанням звукозаписуючих компаній наприкінці 1990-х років, каталог Tears for Fears повернувся в універсальну складну музику.
Після випуску творів і написання пісень для ісландської співачки Еміліани Торріні на альбомі «Love in the time of science», Орзабал знову возз'єдався із Аланом Гріффітсом та випустив альбом «Tomcats Screaming Outside», вийшов на Eagle Records як сольний проєкт під власним ім'я. У той час, як робота Tears for Fears стала гітарною, «Tomcats Screaming Outside» демонстрував переважно електронний стиль.

### Возз'єднання:Everybody loves a happy ending(2000—2009)
У 2000 році рутинні зобов'язання з оформлення документів призвели до того, що дует знову встановив контакти один з одним після того, як Орзабал підписав діловий документ від імені Сміта. Сміт прилетів назад до Англії (де все ще жив Орзабал), і вони пообідали і вирішили спільно працювати над новим альбомом.
До сеансу написання пісень залучили Чарльтона Петтуса (співавтора Сміта з середини 1990-х років), і чотирнадцять пісень написали і записали менш ніж за шість місяців. Наступний альбом, «Everybody Loves Happy Ending», був запланований для випуску на Arista Records наприкінці 2003 року, але зміна менеджменту в Arista спонукало групу відмовитися від контракту і перейти на New Door і відкласти випуск до вересня 2004 року. У той час чурт вже провів два американських тури — також турне передбачало невідрепетировану гостьову появу Олети Адамс в Канзас-Сіті для виступу «Woman in chains». Пісню «Who Killed Tangerine?» використано у фільмі «Fever Pitch».
«Everybody Loves Happy Ending» вийшов у Великій Британії та Європі в березні 2005 року на Gut Records, незабаром після виходу синглу «Closest Thing to Heaven» став першим хітом Tears for Fears, котрий потрапив до британського Top 40 за останнє десятиліття. Промо-ролик на сингл був барвистим фентезі, в якому з'явилася актриса Бріттані Мерфі, що літала на повітряній кулі. Європейські релізи альбому містили всі чотирнадцять треків, записаних під час сесій ELAHE (американська версія містила лише дванадцять), а в квітні відбувся короткий тур по великих містах Великої Британії.
У 2005 році гурт почав обговорення з Universal Music для випуску нової всеосяжної антології своєї роботи на сьогоднішній день, зокрема новий трек «Floating Down the River». Однак наступний випуск (принаймні в США) був компіляцією, що випускається як частина загальної серії «Gold» Hip-O Records, універсальної дочірньої компанії, що спеціалізується на зворотних компіляціях каталогів з низькими цінами.
Живий виступ на стадіоні Parc des Princes в Парижі, записаний у червні 2005 року, вийшов на CD та DVD у Франції та в країнах Бенілюксу. Опублікований «Secret World — Live in Paris», він вийшов на XIII Bis лейблі на початку 2006 року і став бестселером. На компакт-диску містилася вищезгадана нова студійна пісня, «Floating Down the River», і ремастерінг треку Курта Сміта/Мейфілда, «What Are We Fighting For?». Відносини з XIII Bis виявилися настільки успішними, що Сміт вибрав порівняно невеликий французький лейбл, щоб випустити свій сольний альбом у 2007 році, «Halfway, Pleased».
У 2006 році пісні з великого крісла знову вийшли Universal Music, на цей раз як подвійний Deluxe Edition з додатковими бісайдами та додатковими раритетами, що є більш об'ємним виданням, ніж версія 1999 року. Реліз не містив текстів пісень, як це було на оригінальному релізі, але мав 24-сторінковий буклет, зокрема рідкісні фотографії та нещодавно написані нотатки. Сет з 28 треків містив чотири розділи — перший диск з оригінальним альбомом та різними бісайдами, знятими з попереднього переробленого видання 1999 року. Воно також містило рідкісну фортепіанну версію «The Working Hour», яка раніше була доступна лише як обмежених релізах. Другий диск містив різні семидюймові версії синглів (зокрема вищезгаданий «„The Way You Are“», перезапис «I Believe» 1986 року та ремікс «Mothers Talk») та різні дванадцятидюймові ремікси тієї епохи.
У серпні 2009 року альбом «Raoul та Kings of Spain» також перевидали Cherry Red Records з семи бонус-треків з моменту його першого випуску.

### Новий альбом та збірка кращих хітівRule the World— Greatest Hits(2010— наш час)
У квітні 2010 року Tears for Fears приєднались до реформованої групи Spandau Ballet 1980-х років під час свого семиденного туру Австралією та Новою Зеландією, після чого влаштували власний чотириденний хедлайн-тур в Південно-Східній Азії (Філіппіни, Сінгапур, Гонконг і Тайвань) та 17-денний тур Сполученими Штатами.
У 2011 і 2012 роках вони грали в США, Японії, Південній Кореї, Манілі та Південній Америці.
У травні 2013 року Сміт підтвердив, що він пише і записує новий матеріал для Tears for Fears разом з Орзабалом та Чарльтоном Петтусом. Над декількома піснями музиканти працювали у Великій Британії в домашній студії Орзабала «Neptune's Kitchen» у квітні 2013 року і продовжили в Лос-Анджелесі в липні 2013 року. Орзабал повдомив, що вони наразі пишуть темніші, драматичні пісні.«У нас є трек, який поєднав Portishead та Queen. Це просто божевілля» — заявив Орзабал. 2014 року Tears For Fears випустили свій перший нещодавно записаний майже за десятиліття матеріал у форматі лімітованного десятидюймового EP, під назвою «Ready Boy & Girls», куди увійшли три кавер-версії гурту на Animal Collective, Arcade Fire та Hot Chip. Запис був доступним на сторінці гурту у SoundCloud та вийшов суто для так званого Дня Музичного Магазину (Record Store Day). Всі три пісні були записані як «kick-start» проєкти, коли гурт розпочав роботу над власним сьомим студійним альбомом, а в інтерв'ю BBC Radio Devon в жовтні 2014 року Орзабал заявив, що гурт підписав контракт з Warner Music, і що на цей момент приблизно п'ять — шість пісень вже готові для нового альбому.
Щоб відзначити 30-річчя дебютного альбому гурту «The Hurting», Universal Music перевидала його в жовтні 2013 року у форматі подвійного Deluxe Edition (один комплект на 2 дисках, а другий 4-дисковий комплект з DVD-диском концерту In My Mind's Eye 1983). Делюкс видання другого альбому групи, «Songs From The Big Chair», вийшло 10 листопада 2014 року, включаючи 6-дисковий комплект з різними раритетами та двома DVD-дисками (один аудіо, один відео). 12 листопада 2014 року Tears for Fears виступили зігравши «Everybody Walls To Rule the World» на Jimmy Kimmel Live!. У середині 2015 року гурт розпочав серію концертів у США та Канаді.
У липні 2016 року гурт дав свої перші живі виступи у Великій Британії за десять років: фестиваль Newmarket Nights на іподромі Newmarket 29 липня, та у якості хедлайнера на Bestival у Lulworth Castle у Дорсеті 31 липня. Це були перші фестивальні виступи гурту у Великій Британії з 1990-го року відтоді, коли вони виступили на Knebworth. Згодом, гурт знову гастролював по США і Канаді у вересні та жовтні 2016 року.
У 2017 році гурт гастролював у Північній Америці зі співхедлайнерами Hall & Oates. Також він зіграв в Ізраїлі та на британському фестивалі літнього часу в лондонському Гайд-Парку 8 липня та на фестивалі Rock in Rio в Бразилії 22 Вересня. У інтерв'ю липня 2017 року Орзабал повідомив, що гурт співпрацює з автором пісень-продюсером Сача Скарбек на їхньому новому альбомі, орієнтованому під назвою «The Tipping Point», і розкрив кілька назв пісень, зокрема «My Demons», «I Love You, But I'm Lost», «End of Night» та «Up Above the World». В інтерв'ю SiriusXM Canada того ж місяця, Орзабал повідомив, що хоча гурт підписав з Warner Music, щоб випустити свій новий альбом (який був запланований на жовтень 2017 року), Universal Music звернувся до Warner Music з метою покупки прав на альбом, щоб вони могли його випустити (Universal — це правовласники переважної більшості списку каталогу гурту).
26 жовтня 2017 року гурт виступив зі 65-хвилинним живим сетом у Лондонському театрі радіо BBC для серії «Radio 2 In Concert», який транслювався як на радіо, так і на телебаченні (через сервіс BBC Red Button). Наступного вечора гурт зіграв свій перший повнометражний британський концерт з 2005 року в лондонському Royal Albert Hall. До цього, 12 жовтня, «I Love You, But I'm Lost» вийшов як сингл з нового альбому-збірки під назвою «Rule The World — The Greatest Hits». Компіляція вийшла на лейблі Universal Music 10 листопада 2017 року і містить чотирнадцять найкращих хітів з усіх шести попередніх альбомів разом з двома новими треками (другою композицією стала «Stay»). У жовтні 2017 року гурт оголосив 11-денний тур Великою Британією протягом квітня — травня 2018 року із Елісон Моєт на розігріві. Проте тур було перенесено на початок 2019 року з невизначених медичних причин.
Після відновлення виступів сталю відомо, що гурт також виступатиме на британських фестивалях влітку 2019 року, — таких як Hampton Court Palace 18 і 19 червня та на Nocturne Live Concert Series в палаці Бленхейм 22 червня.
Також, дату виходу сьомого за рахунком студійного альбому «The Tipping Point» було призначено на 2019 рік  [Архівовано 6 березня 2019 у Wayback Machine.].

## Дискографія
- «The Hurting» (1983)
- «Songs from the Big Chair» (1985)
- «The Seeds of Love» (1989)
- «Elemental» (1993)
- «Raoul and the Kings of Spain» (1995)
- «Everybody Loves a Happy Ending» (2004)
- «The Tipping Point» (2022)
- «Songs for a Nervous Planet» (2024)

## Склад

#### Поточний склад
- Роланд Орзабал — вокал, бек-вокал, гітара, клавішні, програмування, автор пісень та слів (1981 — наш час)
- Курт Сміт — вокал, бек-вокал, бас-гітара, гітара, клавішні, автор пісень (1981—1991, 2000 — наш час)

#### Колишні учасники
- Менні Еліас — ударні, програмування, співавтор пісень (1981—1986)
- Ян Стенлі — клавішні, програмування, співавтор пісень (1981—1987)

#### Сесійні учасники(живі виступи)

##### 1983
- Ніл Тейлор — гітара
- Ендрю «Енді» Девіс — клавішні, програмування, акустична гітара
- Джері Маротта — перкусія

##### 1985
- Ендрю Сондерс — гітара (вийшов зі складу під час туру та його замінив Алан Гріффітс)
- Уіл Грегорі — саксофон (вийшов зі складу під час туру та його замінила Джозефін Уеллс)
- Нікі Холланд — клавішні, співавтор пісень1

##### 1989-1990
- Ніл Тейлор — гітара
- Олета Адамс — клавішні, вокал
- Ендрю «Енді» Девіс — клавішні, програмування
- Джиммі Коуплі — ударні
- Керол Стіллі — перкусія
- Адель Бертей — бек-вокал
- Бідді Страун — бек-вокал

##### 1993
- Джеффрі Скотт — гітара
- Гейл Енн Дорсі — бас-гітара, вокал та бек-вокал
- Джебін Бруні — клавішні
- Браян МакЛеод — ударні

##### 1996
- Алан Гріффітс — гітара, співавтор пісень 2
- Гейл Енн Дорсі — бас-гітара, вокал та бек-вокал
- Джебін Бруні — клавішні

##### Наш час
- Джеймі Уоллан — ударні